# Justizpalast (Beirut)
Der Justizpalast (arabisch قصر العدل, DMG Qaṣr al-ʿAdl) in Beirut ist ein Justizgebäude. Das Gebäude wurde vom Architekten Farid Trad erbaut. Die Bauzeit war zwischen 1959 und 1963. Seit 2012 wird das Gebäude saniert, wobei jedoch die veranschlagten Kosten von ca. 19 Milliarden Pfund nach 7 Jahren Bauzeit überschritten wurden. Der Justizpalast liegt in dem nach dem Justizpalast benannten Stadtviertel Palais de Justice im Bezirk Aschrafiyya.